# Cocker spaniel americà
El cocker spaniel americà (en anglès, American Cocker Spaniel) és una raça de gos dels Estats Units, originada a partir d'exemplars del cocker spaniel anglès portats el 1800 des de la Gran Bretanya. Des dels anys 1930 la varietat nord-americana va arribar a ser tan diferent de la britànica que va ser considerada, oficialment, un raça diferent el 1946.

## Història
La denominació cocker prové del fet que la raça era usada en la caça de woodcocks ( becades) a Anglaterra, però posteriorment es va utilitzar per buscar una gran varietat d'aus. Als Estats Units la raça és reconeguda oficialment per l'American Kennel Club (AKC) com «Cocker Spaniel». Fora dels Estats Units és anomenat cocker spaniel americà o cocker americà, ja que la raça va ser creada a partir del Cocker spaniel anglès.
El 20 de juny del 1936 un grup de fanàtics del cocker anglès es va reunir a la casa de E. Shipper, a prop de Bryn Mawr, Pennsilvània, i van formar un club especial per als cockers spaniels anglesos, anomenat el "Club de cockers anglesos dels Estats Units» (English Cocker Spaniel Club of America o ECSCA). Amb posterioritat a aquesta reunió, l'AKC va reconèixer la varietat "anglesa" i la gent va començar a importar als Estats Units cockers criats a Anglaterra amb més freqüència.
Cap al 1938 24 cockers havien acabat els seus campionats de la categoria anglesa, però sis d'ells eren cockers criats als Estats Units, i només un d'aquests tenia un antecessor nascut a Anglaterra en les primeres cinc generacions del seu pedigrí. El sistema de puntuació els permetia obtenir un avantatge en ser presentats en la categoria anglesa.
Aquest mateix any, la junta directiva de l'ECSCA es va reunir a les granges Giralda (Giralda Farms), a Madison, Nova Jersey, i Geraldine Dodge va presentar la moció perquè als amos de cockers anglesos, com a política i requisit per ser membres de l'ECSCA, no els permeti criar gosses del tipus nord-americà (americà). Allà també es va resoldre objectar l'exhibició de la varietat nord-americana en la categoria anglesa i es va definir com cocker spaniel anglès al "gos o gossa de la raça cocker spaniel el pedigrí del qual es pot remuntar en totes les línies a gossos o gosses que van ser registrats en el Kennel Club anglès (o elegible per a exportació) en o abans de l'1 de gener del 1930".
La popularitat de la varietat nord-americana va aflorar durant els anys 1940 i els fanàtics dels cockers anglesos es van adonar que necessitaven un AKC Stud Book propi, que reconegués al cocker spaniel anglès com una raça separada. Dodge va iniciar els treballs per identificar els pedigrís cap a l'exterior, no només als Estats Units sinó també a Anglaterra i al Canadà. El projecte va ser realitzat per Josephine Z. Renya, un curador d'art i antic editor de "Popular Dogs".
Complerta la tasca, Dodge va començar llavors el procés amb l'AKC i el juny del 1946, el cocker spaniel anglès va ser reconegut oficialment per l'AKC com a raça diferent del cocker spaniel americà.
Els cockers americans han estat una raça molt popular des dels anys 1940, ocupant el més alt lloc en nombre en els registres de l'AKC, des del 1940 al 1952. La raça va declinar una mica en popularitat, encara que va augmentar el nombre de registres del 1984 al 1990. Des de llavors, la seva popularitat s'ha anat reduint, de manera que el 2003 ocupava el lloc 14è en els registres de l'AKC i el 15è en el 2004.

## Temperament

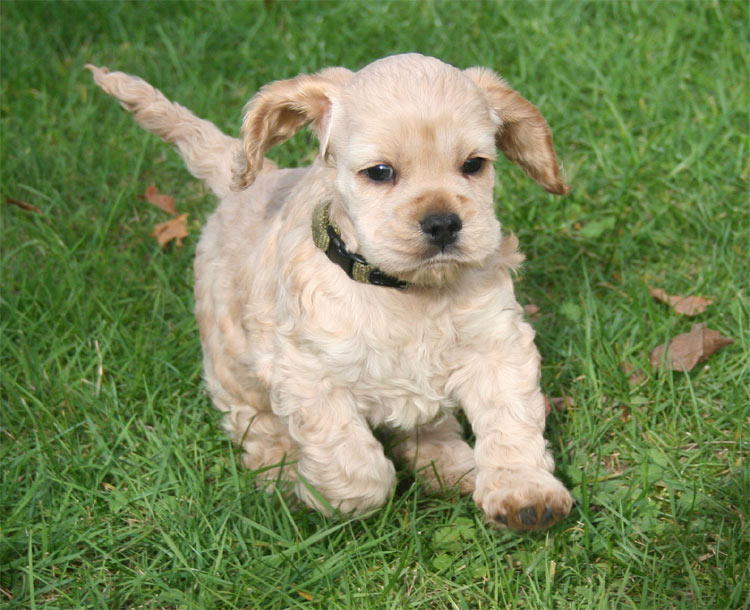
Cocker spaniel americà de 7 setmanes.

Els cockers americans són típicament gossos juganers, confiats i intel·ligents. Tendeixen a ser gossos "suaus", que no són compatibles amb un entrenament aspre o rude. El seu temperament ideal és feliç i inquiet, sense timidesa.
La popularitat del cocker americà va produir un augment de la reproducció de forma irresponsable, en un intent per respondre a la demanda. Els resultats han inclòs comportament temorós o agressiu en alguns exemplars. Els criadors responsables han treballat diligentment per eliminar aquestes característiques negatives, mentre que intenten educar el públic amb relació a la criança responsable.
Encara que originalment era un gos de caça, ara compleix el rol d'un animal domèstic o de gos d'exhibició i, a diferència del cocker spaniel anglès, rarament se'l veu caçant. De tota manera, hi ha certes variants que es crien per al treball al camp, i un petit moviment treballa per preservar les habilitats de caça d'aquesta raça.

## Descripció

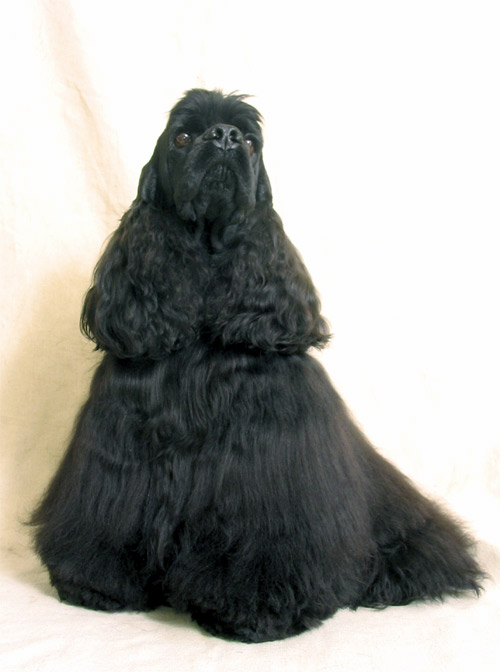
Cocker spaniel americà negre.

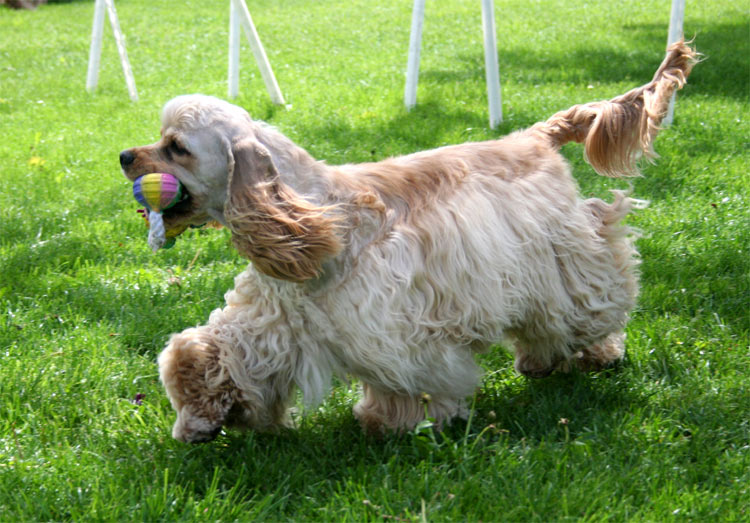
Cocker spaniel americà de tres colors.

El cocker spaniel americà és una raça d'orelles caigudes, per això es recomana mantenir el pèl tallat d'ambdós costats de l'oïda, ja que això ajuda a reduir el risc de les infeccions de l'oïda per bacteris, lesions o paràsits.
Les femelles pesen de mitjana de 9 a 12 kg i tenen un talla de 34 a 36 cm, mentre els mascles pesen de 10 a 13 kg i mesuren de 37 a 39 cm.

### Cap
- Ha de ser proporcionat.
- Crani: arrodonit.
- Musell: profund i ample.
- Ulls: rodons, plens i de mirada frontal. De color marró fosc.

### Coll
- Llarg i musculós.
- Lleugerament arquejat i sense papada.

Es basa en l'afecte que té en les persones i com les tracta.

### Cos
- Esquena: forta i descendeix lleument des de la creu fins a la inserció de la cua.
- Pit: tòrax profund.

### Membres anteriors i posteriors
- Extremitats anteriors: dretes i amb forta ossada.
- Extremitats posteriors: amb ossada i musculatura fortes.
- Peus: compactes i rodons.

### Marxa
- Coordinada, àgil i fàcil.
- La típica dels gossos de caça esportiva.

### Pèl
- De textura sedosa i plana o lleugerament ondulat.
- Curt i fi sobre el cap i en la resta del cos de longitud mitjana, amb abundant subpèl.
- Serrells en les orelles, pit, abdomen i en la part posterior de les extremitats ...

### Colors
Els cockers es divideixen en tres varietats estàndards de color: 
- Negre: inclou negres sòlids i negre amb marques de color foc en les extremitats. El negre ha de ser atzabeja, encara que és possible que tingui alguns pocs pèls blancs sobre el pit i la gola.
- ASCOB (Any Solid Color Other than Black, és a dir, qualsevol color sòlid amb excepció del negre): 
  - Unicolor: inclou des del color crema al vermell fosc.
  - Diversos colors (pluricolors): dos o tres colors units ben definits, dins dels quals un és blanc.
- Marques de color foc: aquestes pot variar des del crema clar al vermell fosc i han de cobrir no més del 10% del cos de l'animal, de la següent manera: 
  - Petita taca rodona (per sobre dels ulls per exemple).
  - Sota la cua.
  - Marques sobre els costats del musell i sobre les galtes.
  - Eventualment sobre el pit.
  - Part inferior de les orelles.
  - Sobre les quatre potes.

## Salut
Els cockers spaniels americans són susceptibles de diverses malalties, particularment infeccions que afecten la seva oïda, en alguns casos, els seus ulls. Conseqüentment, poden requerir més atenció mèdica que altres races.
Els problemes comuns de l'ull en aquests gossos inclouen l'atròfia retinal progressiva, el glaucoma, i les cataractes. L'AKC recomana exàmens anuals de l'ull per part d'un oftalmòleg veterinari per a tots els gossos usats per a reproducció. Les malalties autoimmunes que pot presentar aquesta raça inclouen l'anèmia hemolítica autoimmune i inflamacions de l'oïda. Menys comuns són les luxacions de ròtula i la displàsia de maluc canina.